# (2509) Chukotka
(2509) Chukotka (1977 NG) – planetoida z grupy pasa głównego asteroid okrążająca Słońce w ciągu 3,85 lat w średniej odległości 2,46 au. Odkryta 14 lipca 1977 roku.